# Irmgard van Hohenlohe
Irmgard van Hohenlohe († 11 mei 1372), Duits: Irmgard von Hohenlohe, was een Duitse adellijke vrouw uit het Huis Hohenlohe en door huwelijk achtereenvolgens burggravin van Neurenberg en gravin van Nassau. Haar zoons uit haar tweede huwelijk regeerden als graven van Nassau-Sonnenberg.

## Biografie

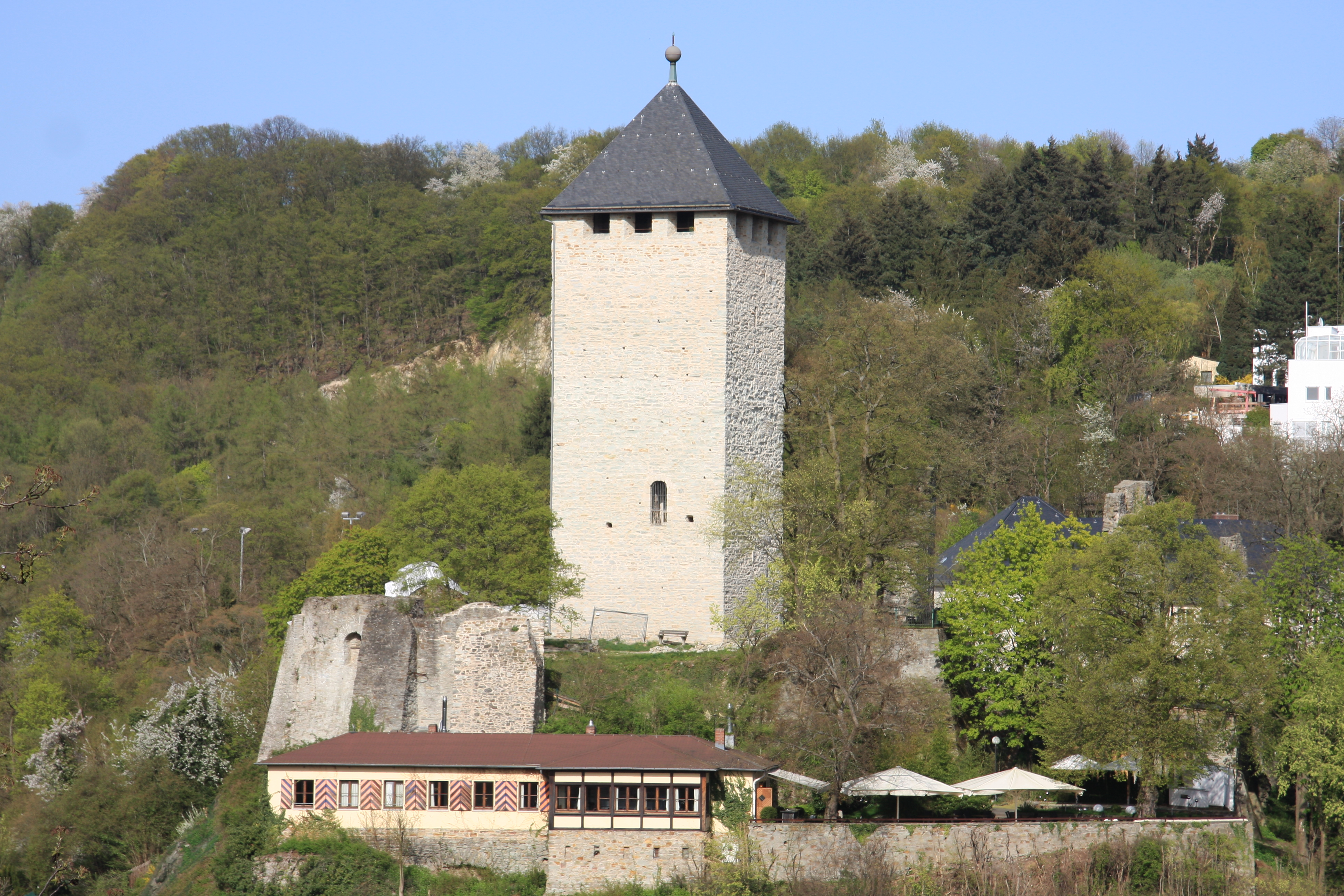
De Burcht Sonnenberg

Irmgard was de enige dochter van heer Kraft II van Hohenlohe en Adelheid van Württemburg, dochter van graaf Eberhard I ‘de Illustere’ van Württemberg en Irmgard van Baden.
Irmgard huwde eerst met burggraaf Koenraad III van Neurenberg. Koenraad volgde in 1332 zijn vader op als burggraaf van Neurenberg, samen met zijn broers Johan II en Albrecht ‘de Schone’, maar overleed al op 3 april 1334. Het huwelijk bleef kinderloos.
Irmgard hertrouwde vóór 4 januari 1337 met graaf Gerlach I van Nassau (vóór 1288 – 7 januari 1361). Gerlach volgde zijn vader Adolf in 1298 op als graaf van Nassau, samen met zijn broer Rupert V. Omdat Gerlach toen nog een kind was, zal hij de regering pas gevoerd hebben nadat Rupert in 1304 in Bohemen sneuvelde. Volgens oorkonden regeerde Gerlach tussen 1312 en 1316 samen met zijn broer Walram III.
Als weduwengoed ontving Irmgard van Gerlach de Burcht Sonnenberg. Ze verzocht in 1351 van keizer Karel IV stadsrechten voor Sonnenberg, die haar werden toegekend. De aan de voet van de burcht staande huizen konden nu met een muur in het gehele complex geïntegreerd worden, wat de bewoners enige zekerheid gaf. Het dal werd versterkt.
Gerlach droeg in 1344 zijn macht over aan de twee oudste zoons uit zijn eerste huwelijk, hij bleef echter heer van Sonnenberg. In een op 25 november 1355 te Eltville gesloten verdrag gingen deze Adolf en Johan over tot een verdeling van hun bezittingen. De zoons van Irmgard, Kraft en Rupert, verkregen bij die verdeling de Burcht Sonnenberg en regeerden sindsdien samen als graven van Nassau-Sonnenberg.
Gerlach overleed op 7 januari 1361 en werd begraven in Klooster Klarenthal bij Wiesbaden. Irmgards oudste zoon Kraft overleed op 1 oktober na 1361. Hij was ongehuwd en had geen kinderen. Rupert volgde hem op. In 1365 gaf Rupert de Burcht Sonnenberg aan zijn vrouw Anna als weduwengoed. En in 1367 droeg Rupert een deel van zijn heerschappij over aan zijn halfbroer Adolf. Tegelijkertijd verpandde deze echter een deel van zijn bezittingen in Wiesbaden aan zijn stiefmoeder Irmgard, Rupert en diens vrouw Anna. De reden voor deze merkwaardige handel is onduidelijk.
Irmgard werd dominicanes in Klooster Liebenau bij Worms en stierf daar in een reuk van heiligheid. In dat klooster werd ze ook begraven.

## Kinderen
Uit het huwelijk van Irmgard en Gerlach werden de volgende kinderen geboren:
1. Kraft († 1 oktober na 1361), werd domheer te Straatsburg in 1343, was sinds 1355 graaf van Nassau-Sonnenberg.
2. Rupert (ca. 1340 – 4 september 1390), was sinds 1355 graaf van Nassau-Sonnenberg.

## Voorouders
| Voorouders van Irmgard van Hohenlohe | Voorouders van Irmgard van Hohenlohe                                                       | Voorouders van Irmgard van Hohenlohe                                                       | Voorouders van Irmgard van Hohenlohe                                                       | Voorouders van Irmgard van Hohenlohe                                                       | Voorouders van Irmgard van Hohenlohe                                                                | Voorouders van Irmgard van Hohenlohe                                                                | Voorouders van Irmgard van Hohenlohe                                                                | Voorouders van Irmgard van Hohenlohe                                                                |
| ------------------------------------ | ------------------------------------------------------------------------------------------ | ------------------------------------------------------------------------------------------ | ------------------------------------------------------------------------------------------ | ------------------------------------------------------------------------------------------ | --------------------------------------------------------------------------------------------------- | --------------------------------------------------------------------------------------------------- | --------------------------------------------------------------------------------------------------- | --------------------------------------------------------------------------------------------------- |
| Betovergrootouders                   | Heinrich van Hohenlohe (?–1207) ⚭ ? (?–?)                                                  | ? (?–?) ⚭ ? (?–?)                                                                          | Frederik IV van Truhendingen (?–1246/51) ⚭ … van Ortenberg (?–?)                           | Otto I van Andechs-Merano (?–1234) ⚭1208 Beatrix II van Bourgondië (ca. 1193–1231)         | ? (?–?) ⚭ ? (?–?)                                                                                   | Bolesław II ‘de Gehoornde’ van Liegnitz (1220/25–1278) ⚭ 1242 Hedwig van Anhalt (?–1259)            | Herman V van Baden (?–1243) ⚭ ca. 1217 Irmgard van Brunswijk (ca. 1200–1260)                        | Otto I van Eberstein (?–1279) ⚭ 1252 Kunigunde van Freiburg (?–1244)                                |
| Overgrootouders                      | Godfried van Hohenlohe (?–1254/55) ⚭ Richeza van Bocksberg ? (?–na 1262)                   | Godfried van Hohenlohe (?–1254/55) ⚭ Richeza van Bocksberg ? (?–na 1262)                   | Frederik V van Truhendingen (?–1274) ⚭1240 Margaretha van Andechs-Merano (?–1271)          | Frederik V van Truhendingen (?–1274) ⚭1240 Margaretha van Andechs-Merano (?–1271)          | Ulrich I ‘met de Duim’ van Württemberg (ca. 1226–1265) ⚭ 1260/64 Agnes van Liegnitz (1243/50–1265)  | Ulrich I ‘met de Duim’ van Württemberg (ca. 1226–1265) ⚭ 1260/64 Agnes van Liegnitz (1243/50–1265)  | Rudolf I van Baden (ca. 1230–1288) ⚭ 1257 Kunigunde van Eberstein (ca. 1230–1290)                   | Rudolf I van Baden (ca. 1230–1288) ⚭ 1257 Kunigunde van Eberstein (ca. 1230–1290)                   |
| Grootouders                          | Kraft I van Hohenlohe (ca. 1242–1312/13) ⚭ 1280/85 Margaretha van Truhendingen (?–1293/94) | Kraft I van Hohenlohe (ca. 1242–1312/13) ⚭ 1280/85 Margaretha van Truhendingen (?–1293/94) | Kraft I van Hohenlohe (ca. 1242–1312/13) ⚭ 1280/85 Margaretha van Truhendingen (?–1293/94) | Kraft I van Hohenlohe (ca. 1242–1312/13) ⚭ 1280/85 Margaretha van Truhendingen (?–1293/94) | Eberhard I ‘de Illustere’ van Württemberg (1265–1325) ⚭ vóór 1291 Irmgard van Baden (ca. 1270–1320) | Eberhard I ‘de Illustere’ van Württemberg (1265–1325) ⚭ vóór 1291 Irmgard van Baden (ca. 1270–1320) | Eberhard I ‘de Illustere’ van Württemberg (1265–1325) ⚭ vóór 1291 Irmgard van Baden (ca. 1270–1320) | Eberhard I ‘de Illustere’ van Württemberg (1265–1325) ⚭ vóór 1291 Irmgard van Baden (ca. 1270–1320) |
| Ouders                               | Kraft II van Hohenlohe (?–1344) ⚭ 1306 Adelheid van Württemburg (1295–1342)                | Kraft II van Hohenlohe (?–1344) ⚭ 1306 Adelheid van Württemburg (1295–1342)                | Kraft II van Hohenlohe (?–1344) ⚭ 1306 Adelheid van Württemburg (1295–1342)                | Kraft II van Hohenlohe (?–1344) ⚭ 1306 Adelheid van Württemburg (1295–1342)                | Kraft II van Hohenlohe (?–1344) ⚭ 1306 Adelheid van Württemburg (1295–1342)                         | Kraft II van Hohenlohe (?–1344) ⚭ 1306 Adelheid van Württemburg (1295–1342)                         | Kraft II van Hohenlohe (?–1344) ⚭ 1306 Adelheid van Württemburg (1295–1342)                         | Kraft II van Hohenlohe (?–1344) ⚭ 1306 Adelheid van Württemburg (1295–1342)                         |